# Bergwacht Schwarzwald

Offizielles Logo der Bergwacht Schwarzwald

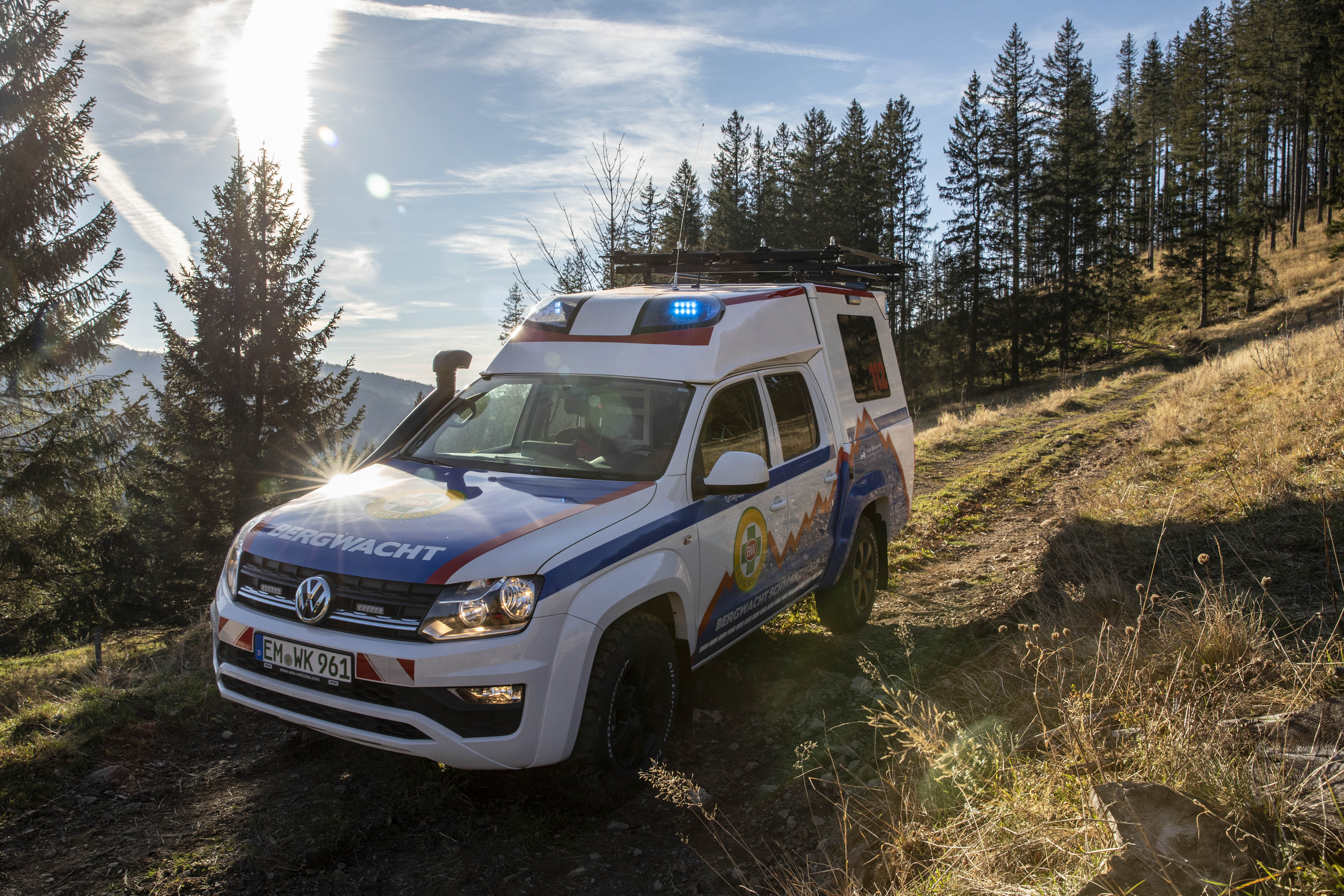
Fahrzeug der Bergwacht Schwarzwald

Die Bergwacht Schwarzwald (BWS) ist neben der Bergwacht Württemberg eine der beiden, größtenteils ehrenamtlichen, Bergrettungsorganisationen im Bundesland Baden-Württemberg.
Das Dienstgebiet erstreckt sich über einen großen Teil des Schwarzwaldes und dessen Randbereiche von Pforzheim in Nordbaden bis hin zur Schweizer Grenze. Sie ist ein eingetragener Verein mit Sitz in Freiburg im Breisgau und korporatives Mitglied des Deutschen Roten Kreuzes Landesverband Baden e.V., im Gegensatz zu den anderen Bergwacht-Landesverbänden, die als Gemeinschaften Teil des DRK sind. Momentan untergliedert sich die BWS in 22 Ortsgruppen. Aufgaben der Bergwacht Schwarzwald sind der Rettungsdienst im unwegsamen Gelände, darunter die Höhenrettung, der Bevölkerungsschutz, der Naturschutz und die Jugendarbeit.
Die Bergwacht Schwarzwald leistet etwa 1.500 Einsätze im Jahr und hat ca. 1.500 ehrenamtliche Mitarbeiter. Die Landesgeschäftsstelle der Bergwacht Schwarzwald befindet sich in Kirchzarten.

## Geschichte
Am 19. März 1922 wurde die erste Ortsgruppe der Organisation in Freiburg gegründet, im selben Jahr erfolgte auch die Gründung einer Ortsgruppe in Karlsruhe. Bis 1945 entstanden zehn weitere Ortsgruppen im Bereich der Abteilung Schwarzwald.
Nach dem Zweiten Weltkrieg wurde die Auflösung der Deutschen Bergwacht e.V. als Dachorganisation durch die Besatzungsmächte verfügt. In den meisten Bundesländern schlossen sich die ehemaligen Bergwachtabteilungen den jeweiligen Landesverbänden des Deutschen Roten Kreuzes an, während die französische Besatzungsmacht, die den größten Teil des Dienstgebietes der ehemaligen Abteilung Schwarzwald kontrollierte, die Gründung der Bergwacht Schwarzwald als eigenständige Organisation erlaubte.

## Präsenz
Um den im Rettungsdienstgesetz verankerten Auftrag der Rettung aus unwegsamen Gelände zu erfüllen, unterhält die Bergwacht Schwarzwald 14 Bergrettungswachen und 23 Bergrettungsstationen. Insbesondere an Wochenenden während der Wintersportsaison werden diese besetzt. An Einsatzschwerpunkten wie dem Feldberggebiet ist die Bergwacht mit bis zu acht Bergretterinnen und Bergrettern präsent.  Außerhalb der Dienstzeiten rückt im Einsatzfall die Schnelleinsatzgruppe der nächstgelegenen Ortsgruppe aus. Die Bergwacht betreut(e) außerdem viele verschiedene Sportereignisse im ganzen Schwarzwald, wie zum Beispiel den Ultra Bike Marathon oder den Snowboard-Weltcup am Feldberg.